# Валса
Валса — река в России, протекает в Республике Коми.
Образуется слиянием рек Каменная Валса (Каменный Валс) и Лиственничная Валса (Лиственничный Валс). Устье реки находится в 31 км по левому берегу реки Мыла. Длина реки составляет 6 км.

## Данные водного реестра
По данным государственного водного реестра России относится к Двинско-Печорскому бассейновому округу, водохозяйственный участок реки — Печора от водомерного поста Усть-Цильма и до устья, речной подбассейн реки — бассейны притоков Печоры ниже впадения Усы. Речной бассейн реки — Печора.
Код объекта в государственном водном реестре — 03050300212103000079844.